# Ceyras
Ceyras település Franciaországban, Hérault megyében. Lakosainak száma 1389 fő (2022. január 1.). Ceyras Lacoste, Clermont-l’Hérault, Saint-Félix-de-Lodez, Saint-André-de-Sangonis, Le Bosc, Brignac és Saint-Guiraud községekkel határos.

## Népesség
A település népességének változása:
| Lakosok száma | 503  | 602  | 681  | 895  | 1322 | 1407 | 1396 | 1368 | 1378 | 1389 |
|               | 1968 | 1982 | 1990 | 2006 | 2013 | 2015 | 2017 | 2019 | 2020 | 2022 |